# HMAS Arunta (I30)
Lo HMAS Arunta (pennant number I30) fu un cacciatorpediniere della Royal Australian Navy appartenente alla classe Tribal, entrato in servizio nel marzo 1942.
Attivo durante la seconda guerra mondiale, il cacciatorpediniere operò intensamente nell'ambito degli eventi del teatro del Pacifico sud-occidentale contro le forze dell'Impero giapponese, svolgendo ruoli di scorta ai convogli e appoggio alle operazioni anfibie nel corso della campagna della Nuova Guinea, della campagna delle Isole dell'Ammiragliato, della campagna delle Filippine e della campagna del Borneo. Convertito in unità anti-sommergibili, nel dopoguerra svolse principalmente attività di addestramento e visite di rappresentanza nei porti del Pacifico e del Sud-est asiatico.
Radiata dal servizio attivo nel dicembre 1956, la nave fu venduta per la demolizione alla fine del 1968. Il 13 febbraio 1969, poco dopo aver lasciato Sydney alla volta di Taipei per essere demolito, lo scafo vuoto trainato da un rimorchiatore iniziò a imbarcare acqua, finendo con l'affondare al largo di Broken Bay.

## Storia

### Entrata in servizio

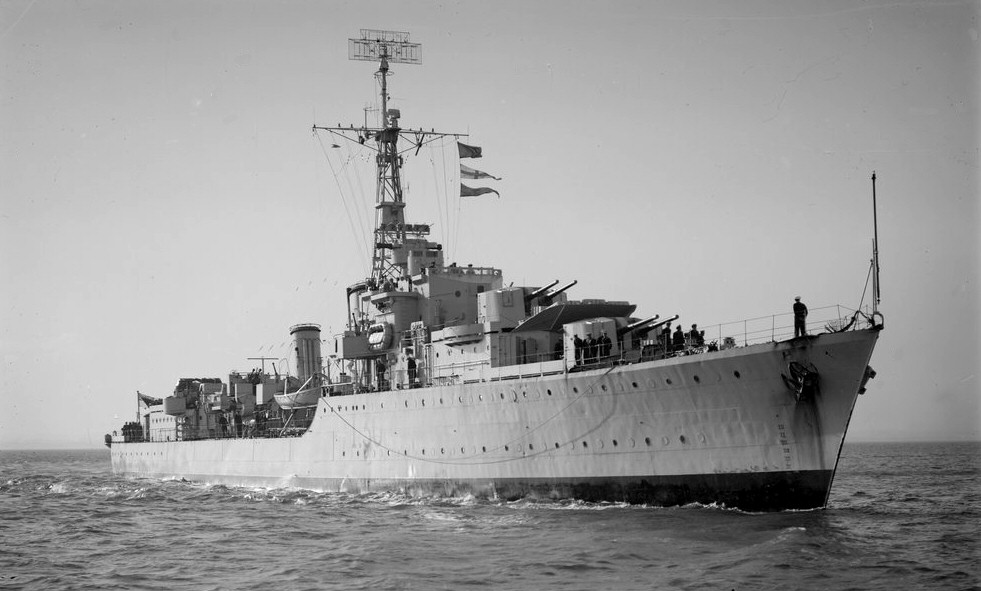
L'unità in navigazione durante gli anni della seconda guerra mondiale

Ordinata ai cantieri della Cockatoo Docks & Engineering Company di Sydney il 24 gennaio 1939, la nave venne impostata il 15 novembre 1939 e quindi varata il 30 ottobre 1940 con il nome di HMAS Arunta in onore dell'omonimo gruppo etnico di aborigeni australiani. La nave entrò in servizio il 30 marzo 1942 (il 30 aprile secondo altra fonte), e dopo aver completato le prove in mare svolse alcune missioni di pattugliamento anti-sommergibili al largo delle coste orientali dell'Australia; l'11 agosto il cacciatorpediniere raggiunse Port Moresby in Nuova Guinea, iniziando a scortare i convogli di rifornimento diretti nell'isola dall'Australia.
Il 29 agosto l'Arunta stava scortando la nave trasporto truppe Marita da Milne Bay in Nuova Guinea a Cairns in Australia quando il piccolo convoglio fu attaccato da un sommergibile giapponese: la Marita fu raggiunta da un siluro ma riuscì a riparare in un porto. Passato al contrattacco, l'Arunta individuò il battello nemico e lanciò contro di lui quattro attacchi con bombe di profondità, interrompendo l'azione solo dopo aver rilevato la risalita dal fondo di bolle d'aria e chiazze di carburante; in seguito fu confermato l'affondamento ad opera dell'unità australiana del sommergibile giapponese RO-33. Tra settembre e novembre il cacciatorpediniere continuò con le missioni di scorta al traffico navale tra l'Australia e la Nuova Guinea, in sostegno delle unità alleate impegnate nella campagna della pista di Kokoda: dopo aver soccorso i superstiti del mercantile SS Anshun, affondato da unità giapponesi a Milne Bay nella notte tra il 6 e il 7 settembre, il 23 ottobre l'Arunta, in coppia con il cacciatorpediniere HMAS Stuart, trasportò 640 soldati australiani diretti ad assaltare l'isola di Goodenough, presa dopo una breve battaglia con la locale guarnigione giapponese. Vista la continua pressione giapponese sul fronte della Nuova Guinea, si ritenne poco prudente far rientrare l'Arunta in patria per svolgere i programmati lavori di manutenzione di routine, e in dicembre l'unità fu risistemata in qualche modo attingendo alle scarse risorse disponibili a Port Moresby.

### Operazioni in Nuova Guinea
All'inizio di gennaio 1943 l'Arunta fu distaccato per portare soccorso alle truppe alleate schierate sull'isola di Timor, impegnate in una campagna di guerriglia contro le forze giapponesi occupanti: il 9 gennaio il cacciatorpediniere riuscì a evacuare con successo dall'isola 282 soldati alleati e 31 civili, portandoli in salvo il giorno seguente nel porto di Darwin senza essere stato avvistato dalle pattuglie aeree giapponesi; dopo questa missione, la nave raggiunse Sydney per sottoporsi ai rimandati lavori di manutenzione, protrattisi per due settimane. In febbraio il cacciatorpediniere riprese con le missioni di protezione dei convogli di rifornimento tra l'Australia e la Nuova Guinea nel Mar dei Coralli in coppia con il gemello HMAS Warramunga, entrambi aggregati alla Task Force 74 composta di unità australiane e statunitensi; in questo periodo il pennant number della nave fu modificato in D05 per conformarsi al sistema di identificazione adottato dalla United States Navy. Le operazioni di scorta ai convogli proseguirono fino alla fine di giugno, quando l'Arunta e il Warramunga furono distaccati per proteggere lo sbarco di reparti statunitensi sulle isole di Woodlark e Kiriwina (operazione Chronicle); i due cacciatorpediniere continuarono a operare nella zona delle due isole fino alla metà di luglio, quando rientrarono a Townsville. Tra luglio e agosto l'Arunta svolse pattugliamenti anti-sommergibili nelle acque a oriente dell'Australia, per poi entrare in cantiere il 31 agosto a Sydney per un nuovo ciclo di lavori di manutenzione.

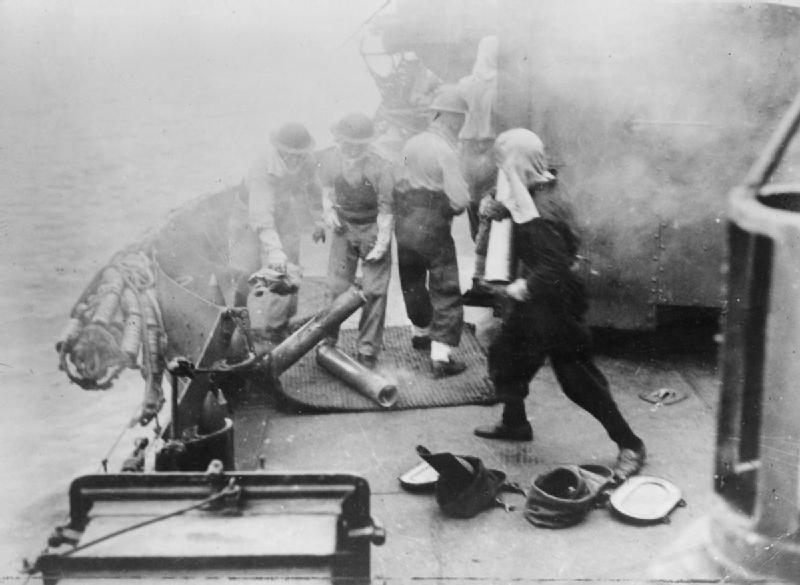
Artiglieri in azione su ponte dell'Arunta durante i bombardamenti in appoggio dello sbarco a Hollandia

Il 21 settembre 1943 l'Arunta tornò in azione scortando un convoglio da Melbourne a Brisbane, per poi dirigere a Townsville e scortare a Milne Bay un convoglio di navi trasporto truppe in coppia con il cacciatorpediniere Stuart; il 28 ottobre la nave tornò in forza alla Task Force 74, trasferendosi nella base di Milne Bay. Dopo aver supportato a distanza le operazioni anfibie alleate nei pressi dell'isola di Bougainville, nella notte tra il 29 e il 30 novembre l'Arunta e il Warramunga bombardarono i depositi di munizioni giapponesi a Gasmata sulla costa della Nuova Britannia, mentre il 13 dicembre seguente le due navi fecero parte delle forze di copertura in appoggio allo sbarco dei reparti statunitensi ad Arawe, atto di apertura della campagna della Nuova Britannia. Il 26 dicembre l'Arunta e l'intera Task Force 74 fornirono invece fuoco di copertura durante lo sbarco statunitense a Capo Gloucester sempre in Nuova Britannia, per poi fare rientro due giorni dopo nella base di Buna in Nuova Guinea.
All'inizio di gennaio 1944 l'Arunta e il Warramunga furono distaccati in forza alla Task Force 76, coprendo lo sbarco dei reparti statunitensi a Saidor in Nuova Guinea il 2 gennaio per poi scortare i convogli tra la Nuova Guinea e la Nuova Britannia fino alla fine del mese, quando l'Arunta rientrò a Sydney per nuovi lavori di manutenzione. Il cacciatorpediniere tornò in azione all'inizio di marzo, e sempre in forza alla Task Force 76 prese parte alla campagna delle Isole dell'Ammiragliato trasportando il 3 marzo un contingente di truppe statunitensi a Los Negros; il cacciatorpediniere operò nella zona delle Isole dell'Ammiragliato per tutto marzo, conducendo bombardamenti costieri e trasportando rifornimenti, per poi fare rotta per Milne Bay dove tornò in forza alla Task Force 74 in vista di prendere parte alla campagna della Nuova Guinea occidentale. Tra il 22 e il 29 aprile l'Arunta e la Task Force 74 fornirono protezione e fuoco d'appoggio nel corso degli sbarchi statunitensi a Hollandia, mentre alla metà del maggio successivo il cacciatorpediniere partecipò con il tiro dei suoi cannoni allo sbarco sull'isola di Wakde; dal 25 maggio infine l'Arunta e la Task Force 74 appoggiarono l'assalto anfibio all'isola di Biak, operando nelle acque della zona fino alla fine di giugno.
L'Arunta continuò con le sue missioni di appoggio alle operazioni anfibie alleate in Nuova Guinea nel corso dei nuovi sbarchi a Noemfoor il 2 luglio 1944, bombardando poi con i suoi grossi calibri le postazioni giapponesi ad Aitape tra il 14 e il 26 luglio e appoggiare un nuovo sbarco di truppe statunitensi a Sansapor il 30 luglio. Dopo un nuovo ciclo di lavori di manutenzione a Sydney in agosto, l'Arunta tornò nella Nuova Guinea occidentale per prendere parte all'ultimo grande assalto anfibio degli Alleati nella campagna, lo sbarco a Morotai del 15 settembre; conclusa anche questa operazione, il 25 settembre il cacciatorpediniere fu inviato nella base di Manus per prepararsi in vista della progettata invasione alleata delle Filippine.

### Le Filippine e il Borneo
Assegnato con altre unità australiane (gli incrociatori HMAS Australia e HMAS Shropshire e il cacciatorpediniere Warramunga) al Task Group 77.3, il 20 ottobre l'Arunta partecipò ai bombardamenti preliminari in appoggio allo sbarco delle forze statunitensi a Leyte nelle Filippine. Il 25 ottobre seguente il cacciatorpediniere fu presente alla decisiva vittoria alleata nella battaglia del Golfo di Leyte contro la flotta giapponese, partecipando agli scontri nella zona dello stretto di Surigao; l'unità australiana operò poi nelle acque attorno a Leyte fino al 16 novembre, quando rientrò a Manus per rifornirsi. L'Arunta tornò nelle acque delle Filippine all'inizio di gennaio 1945 per appoggiare lo sbarco dei reparti statunitensi nel Golfo di Lingayen nel nord di Luzon previsto per il 9 del mese; il 5 gennaio, mentre era in rotta per Luzon, la flotta alleata subì un pesante attacco aereo giapponese: un velivolo kamikaze si schiantò nelle vicinanze dell'Arunta, causando due morti e cinque feriti tra l'equipaggio colpito dalle schegge dell'esplosione ma danni materiali lievi che furono riparati in mare, consentendo all'unità di proseguire con la navigazione e supportare gli sbarchi a Lingayen con i suoi grossi calibri. Dopo gli sbarchi la nave tornò poi a Leyte per più consistenti lavori di riparazione.
In febbraio il cacciatorpediniere appoggiò le azioni a terra a Luzon, per poi rientrare a Manus il 1º marzo e quindi a Sydney il 16 marzo per un nuovo ciclo di lavori di manutenzione. Tornato in servizio il 2 maggio, l'Arunta fu brevemente impegnato nel corso delle operazioni finali in Nuova Guinea, la campagna di Aitape-Wewak, coprendo tra il 10 e l'11 maggio con i suoi cannoni lo sbarco di reparti australiani a Wewak. Inviato alla fine di maggio nella base di Subic Bay nelle Filippine, il cacciatorpediniere fu assegnato alle operazioni della campagna del Borneo appoggiando, il 10 giugno, lo sbarco dei reparti australiani nella baia del Brunei; il cacciatorpediniere operò nelle acque del Borneo per tutto il mese di giugno, compiendo varie volte bombardamenti in appoggio ai reparti a terra e coprendo il 27 giugno un nuovo grande assalto anfibio australiano a Balikpapan. Il cacciatorpediniere lasciò il Borneo il 10 luglio, dirigendo su Sydney per un nuovo ciclo di lavori di manutenzione e modernizzazione, nel corso dei quali gli apparati radar dell'unità furono potenziati; la nave si trovava ancora in cantiere quando, il 15 agosto 1945, il Giappone si arrese agli Alleati segnando la conclusione delle ostilità nel teatro del Pacifico.

### Ultimi anni

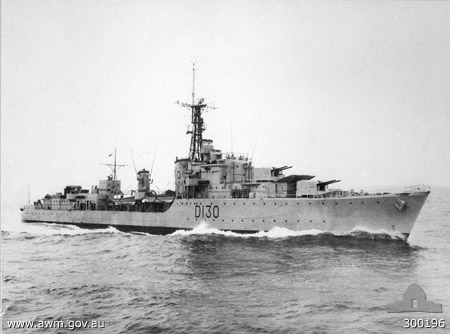
La nave fotografata nel novembre 1952

L'Arunta completò i lavori il 18 ottobre 1945, salpando subito per Darwin per scortare la nave da trasporto Esperance Bay diretta a Timor e Giava per rimpatriare i prigionieri alleati qui detenuti; in novembre il cacciatorpediniere si trasferì in Giappone via Morotai e Guam, entrando a far parte del contingente australiano assegnato alla Forza di occupazione del Commonwealth britannico schierata in territorio nipponico. L'Arunta incrociò nelle acque giapponesi fino al marzo 1946, rientrando a Sydney il 2 aprile per sottoporsi a urgenti lavori di manutenzione dopo aver riscontrato varie gravi deficienze. Il cacciatorpediniere tornò pienamente in servizio nel giugno 1946, quando compì una crociera di visita negli approdi di Port Moresby, Rabaul, Manus e Manila per poi rientrare a Sydney; nel dicembre seguente il cacciatorpediniere tornò in Giappone per un nuovo periodo di servizio con le forze di occupazione alleate, rientrando a Sydney nell'aprile 1947. Un terzo ciclo di operazioni di occupazione in Giappone fu poi portato a termine tra il novembre 1947 e l'aprile 1948.
Nel giugno 1948 l'Arunta compì una crociera di visita nel Pacifico meridionale toccando i porti di Noumea, Port Vila, Suva e Tongatapu, dove dalla nave furono tributati onori alla regina Salote Tupou III; il resto dell'anno fu trascorso in manovre di routine nelle acque di casa tra Sydney, Melbourne e Brisbane. La nave fu posta in riserva a Sydney alla fine del gennaio 1949, per poi essere sottoposta, tra il luglio 1950 e il maggio 1953 a estesi lavori di modernizzazione per la sua conversione in unità di scorta anti-sommergibili: in particolare, fu aggiunto all'armamento della nave un mortaio anti-sommergibili Squid. Dopo un periodo di addestramento nelle acque di casa, nel gennaio 1954 la nave raggiunse Hong Kong e quindi Kure in Giappone, svolgendo alcuni pattugliamenti al largo della penisola coreana nel periodo immediatamente seguente la conclusione della guerra di Corea fino al settembre 1954, per poi rientrare a Sydney. Alla fine di maggio 1955 il cacciatorpediniere raggiunse Singapore per unirsi alle unità della Far East Fleet britannica, svolgendo poi nei mesi seguenti estese esercitazioni militari nelle acque della Malaysia nonché visite nei porti di Hong Kong e Giappone prima di rientrare a Sydney in dicembre.
La nave trascorse il 1956 impegnata in attività di routine lungo le coste di casa, salvo che per una crociera nelle acque della Nuova Guinea e Nuova Britannica tra marzo e aprile e una visita all'Isola Norfolk in giugno. Il 21 dicembre 1956 la nave fu ritirata dal servizio attivo e posta in riserva a Sydney; lo scafo inutilizzato fu poi venduto per la demolizione il 1º novembre 1968 alla China Steel Corporation di Taipei. Il 13 febbraio 1969, poco dopo aver lasciato Sydney per raggiungere Taiwan trainato dal rimorchiatore giapponese Tokyo Maru, lo scafo iniziò a imbarcare acqua e ad inclinarsi, finendo con l'affondare circa 60 miglia a sud-est di Broken Bay.